# Jackson Beck
Jackson Beck (ur. 23 lipca 1912, zm. 28 lipca 2004) – amerykański aktor głosowy. Użyczał swego głosu m.in. w serialu animowanym Popeye.
Zmarł 28 lipca 2004 w wieku 92 lat. Przyczyną śmierci był udar mózgu.